# دايفيد دراموند
دايفيد دراموند (بالإنجليزية: David Drummond)‏ هو محامي أمريكي، ولد في 6 مارس 1963 في كارميل-بي-ثي-سي في الولايات المتحدة.